# كفور البهايتة
قرية كفور البهايتة هي إحدى القرى التابعة لمركز ميت غمر في محافظة الدقهلية في جمهورية مصر العربية. حسب إحصاءات سنة 2006، بلغ إجمالي السكان في كفور البهايتة 5664 نسمة، منهم 2794 رجل و2870 امرأة.